# Rhaeboctesis denotata
Espèce
Rhaeboctesis denotata est une espèce d'araignées aranéomorphes de la famille des Liocranidae.

## Distribution
Cette espèce se rencontre en Namibie, en Angola, au Botswana et en Afrique du Sud au Cap-du-Nord,.

## Description
La femelle holotype mesure 4,3 mm.

## Systématique et taxinomie
Cette espèce a été décrite par Lawrence en 1928.

## Publication originale
- Lawrence, 1928 : « Contributions to a knowledge of the fauna of South-West Africa VII. Arachnida (Part 2). » Annals of the South African Museum, vol. 25, p. 217-312 (texte intégral).